# 貝爾普雷里鎮區 (內布拉斯加州菲爾莫爾縣)
貝爾普雷里鎮區（英語：Belle Prairie Township）是位於美國內布拉斯加州菲爾莫爾縣的一個行政鎮區。

## 地方資料
貝爾普雷里鎮區的面積為93.20平方千米，皆為陸地。根據2020年美國人口普查的數據，當地共有人口114人，而人口密度為每平方千米1.22人。